# A Toca (série)
A Toca foi a primeira websérie do Netflix Brasil. Trata-se de uma comédia em forma de falso documentário, foi escrita e produzida pelo humorista Felipe Neto, fenômeno na web.
"A Toca" não é exatamente uma produção original do Netflix Brasil. Ela é toda produzida pelo pessoal do Parafernalha, apesar de ser financiada pelo Netflix Brasil e ser exibida exclusivamente no serviço. As produções originais do Netflix costumam receber um investimento muito superior e serem destacadas como super-produções, o que não é exatamente o caso da websérie nacional. Ainda isso, essa é a primeira grande aposta do Netflix para atrair mais assinantes.
A produtora Parafernalha estreiou a websérie "A Toca", primeira iniciativa de produção de conteúdo para Netflix no Brasil. Assinada por Felipe Neto, a websérie é uma adaptação de um quadro já existente no canal da Parafernalha, que se inspirou em The Office para mostrar o dia a dia da produtora. A 1ª temporada conteve três episódios de 30 minutos cada, que estrearam em 9 de agosto de 2013.

## Elenco
- Felipe Neto[4]
- Otavio Ugá
- Douglas Felix
- Cezar Maracujá
- Maddu Magalhães
- Ana Weunsche
- Sil Esteves
- Lucas Salles
- Fábio Nunes
- Daniel Curi
- Mariana Rebelo
- Osiris Larkin
- Silvio Matos

## 1ª Temporada

### Resumo
| Temporada | Episódios | Exibição Original   |
| --------- | --------- | ------------------- |
| 1         | 3         | 9 de agosto de 2013 |

### Temporada: 2013
| # | Título                    | Roteiro     | Exibição            |
| --- | ------------------------- | ----------- | ------------------- |
| 1 | "Primeiras Impressões"    | Felipe Neto | 9 de agosto de 2013 |
| Conheça a Parafernalha, uma produtora de vídeos nada convencional. Acompanhe a equipe durante a produção de vídeos para a internet e as maluquices do cotidiano. |                           |             |                     |
| 2 | "Politicamente Incorreto" | Felipe Neto | 9 de agosto de 2013 |
| Quando a produtora perde um de seus atores, a equipe tem que correr contra o tempo para encontrar um novo integrante negro para o elenco.                        |                           |             |                     |
| 3 | "Bastidores"              | Felipe Neto | 9 de agosto de 2013 |
| Acompanhe a correria que é produzir um vídeo e lidar com as excentricidades de alguns membros da equipe.                                                         |                           |             |                     |